# Leo Gullotta
Leo Gullotta est un acteur italien né le 9 janvier 1946 à Catane.

## Filmographie partielle
- 1982 : Testa o croce (Testa o croce) de Nanni Loy : Walter
- 1982 : Spaghetti House de Giulio Paradisi
- 1984 : Mi manda Picone de Nanni Loy
- 1985 : Miss Right de Paul Williams (en)
- 1986 : Le Maître de la camorra (Il camorrista) de Giuseppe Tornatore
- 1987 : La Métropole des animaux (Animali metropolitani) de Steno
- 1988 : Cinema Paradiso (Nuovo Cinema Paradiso) de Giuseppe Tornatore
- 1989 : Sinbad (Sinbad of the Seven Seas) d'Enzo G. Castellari
- 1993 : La scorta de Ricky Tognazzi
- 1995 : Marchand de rêves (L'uomo delle stelle) de Giuseppe Tornatore
- 1997 : Il carniere de Maurizio Zaccaro
- 1999 : Un uomo perbene de Maurizio Zaccaro
- 2001 : La Folie des hommes (Vajont - La diga del disonore) de Renzo Martinelli
- 2004 : Incidenti de Miloje Popovic, Alos Ramon Sanchez et Toni Trupia (it)

## Distinctions
- 1987, 1997, 2000 : David di Donatello du meilleur acteur dans un second rôle